# Adoxophyes fasciculana

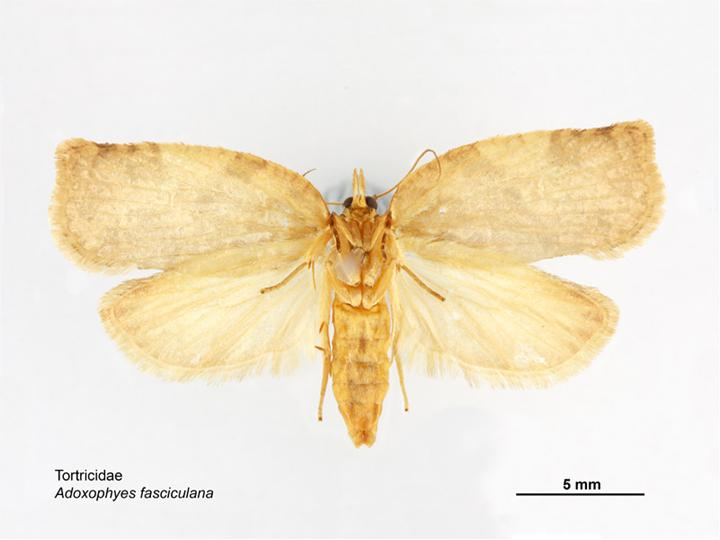
Ventraal (buikzijde)

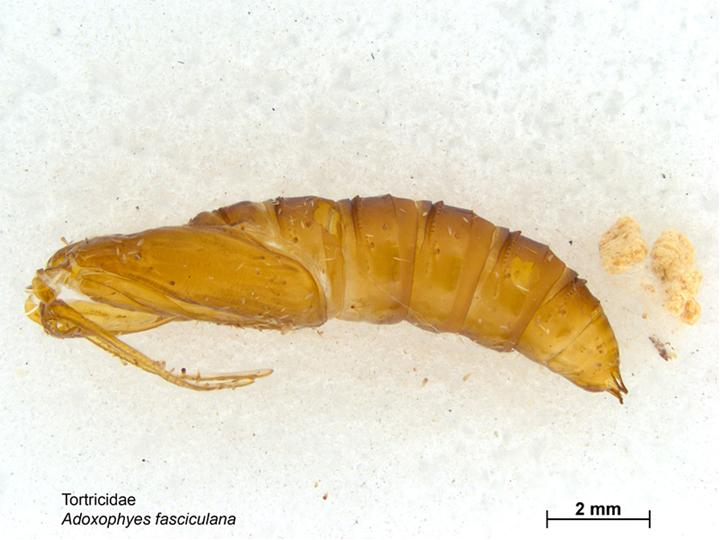
Pop

Adoxophyes fasciculana is een vlinder uit de familie van de bladrollers (Tortricidae). De wetenschappelijke naam van de soort is voor het eerst geldig gepubliceerd in 1866 door Walker.